# Halte de Sauto
Halte de Sauto – przystanek kolejowy w Sauto, w departamencie Pireneje Wschodnie, w regionie Oksytania, we Francji. Jest zarządzany przez SNCF (budynek dworca) i przez RFF (infrastruktura). 
Został otwarty w 1910 przez Compagnie des chemins de fer du Midi et du Canal latéral à la Garonne. Jest obsługiwany przez pociągi TER Languedoc-Roussillon.

## Położenie
Przystanek znajduje się na Ligne de Cerdagne, w km 22,727, na wysokości 1224 m n.p.m., pomiędzy stacjami Fontpédrouse-Saint-Thomas-les-Bains i Planès. 

## Linie kolejowe
- Ligne de Cerdagne